# Byns enda blondin
Byns enda blondin är ett studioalbum från 1994 av det svenska dansbandet Sven-Ingvars.

## Låtlista
| Nr           | Titel                            | Kompositör                             | Originaltitel   | Längd |
| ------------ | -------------------------------- | -------------------------------------- | --------------- | ----- |
| 1.           | Om jag kan få dig att förstå     | M. Wendt, C. Lundh                     |                 | 3:21  |
| 2.           | Det är du, det är jag, det är vi | M. Wendt, C. Lundh                     |                 | 2:58  |
| 3.           | En marguerita till               | F. Rossi, B. Frost, M. Wendt, C. Lundh | Marguerita Time | 3:28  |
| 4.           | Byns enda blondin                | N. Strömstedt                          |                 | 4:45  |
| 5.           | Sommar i Sverige                 | M. Wendt, C. Lundh                     |                 | 3:45  |
| 6.           | Allt blir bra                    | C. Sandelin                            |                 | 3:04  |
| 7.           | Gamla polare                     | B. Månson                              |                 | 3:00  |
| 8.           | Mannen för dig                   | M. Saxell                              |                 | 3:06  |
| 9.           | Vi går på stranden               | M. Wendt, C. Lundh                     |                 | 3:58  |
| 10.          | Ung, blåögd och blyg             | L. Holm                                |                 | 3:08  |
| 11.          | En man i blått                   | N. Hellberg                            |                 | 2:43  |
| 12.          | Torparrock                       | G. Johansson                           |                 | 4:26  |
| 13.          | Wild Cat Blues                   | F. Waller, C. Williams                 |                 | 1:07  |
| Total längd: | Total längd:                     | Total längd:                           | Total längd:    | 42:49 |

## Listplaceringar
| Lista (1994) | Topplacering |
| ------------ | ------------ |
| Sverige      | 15           |

### Fotnoter
1. ↑  ”Byns enda blondin”. Svensk mediedatabas. 25 februari 1994. http://smdb.kb.se/catalog/id/001504957. Läst 8 juni 2013.
2. ↑  ”Byns enda blondin”. Hitparad. 25 februari 1994. http://swedishcharts.com/showitem.asp?interpret=Sven-Ingvars&titel=Byns+enda+blondin&cat=a. Läst 8 juni 2013.